# Raadsenquête
Een raadsenquête is een instrument dat een Nederlandse gemeente- of eilandsraad kan inzetten bij de uitoefening van haar controlerende taak binnen het lokaal bestuur.
Op 7 maart 2002 werd in Nederland de Wet dualisering gemeentebestuur ingevoerd, sindsdien kennen we binnen gemeenten een dualistisch bestuur. Voor 2002 waren taken en verantwoordelijkheden van gemeenteraad en college van burgemeester en wethouders (B&W) nauw met elkaar verweven. Het in 2002 ingevoerde dualisme kent een scheiding van taken en verantwoordelijkheden: de gemeenteraad stelt kaders en controleert, B&W heeft een bestuurlijke en uitvoerende rol. B&W zijn vergelijkbaar met het kabinet in de landelijke politiek, de gemeenteraad met het parlement. B&W wordt bij de uitvoering van haar taken gecontroleerd door de raad, hierbij is de raadsenquête een van de instrumenten die de raad in kan zetten. Op 10 oktober 2010 werden de openbare lichamen Bonaire, Sint Eustatius en Saba ingesteld en ook hier kreeg de eilandsraad de raadsenquête als een van de instrumenten aangereikt om het bestuurscollege te kunnen controleren.
De raadsenquête is te vinden in art. 155a t/m f van de Gemeentewet (GW) en de art. 160 t/m 165 van de Wet openbare lichamen Bonaire, Sint Eustatius en Saba (WolBES).
Een raadsenquête is vergelijkbaar met een parlementaire enquête alleen dan op lokaal niveau. Een raadsenquête kan alleen worden ingesteld als een meerderheid binnen de gemeente- of eilandsraad dat wil. Voor een raadsenquête wordt een commissie benoemd, deze commissie doet onderzoek naar het door het college van B&W of het bestuurscollege gevoerde bestuur over een bepaald onderwerp. De enquêtecommissie kan openbare verhoren houden, de verhoren - die onder ede plaatsvinden - hoeven echter niet per se openbaar te zijn. Een raadsenquête wordt binnen gemeenten en openbare lichamen BES gezien als het sluitstuk van de controlerende rol van de raad, dit instrument wordt pas in laatste instantie ingezet.